# Rivière Daaquam
Pour les articles homonymes, voir Daaquam.
La rivière Daaquam (anglais : Daaquam River) est une rivière qui traverse la région administrative de Chaudière-Appalaches, au sud du Québec, au Canada et le nord du Maine, aux États-Unis. Son cours coule dans :
- la municipalité régionale de comté (MRC) de Les Etchemins : municipalités de Sainte-Justine et Saint-Camille-de-Lellis (formant la limite des cantons de Daaquam et de Bellechasse) ;
- la municipalité régionale de comté (MRC) de Montmagny : municipalité de Saint-Just-de-Bretenières (canton de Panet) ;
- le Comté d'Aroostook (canton T11 R17 WELS), dans l'État du Maine, aux États-Unis.

Du côté canadien, le chemin de fer du Canadien Pacifique et la route 204 longent le côté nord de la rivière Daaquam. La rivière Daaquam coule surtout en zones forestières, en traversant quelques zones agricoles. Ce cours d'eau coule vers le nord-est en se rapprochant progressivement de la frontière canado-américaine pour la traverser à la limite du canton de Panet (au Québec) et le canton T11 R17 WELS (au Maine).

## Géographie

### Côté canadien
La rivière Daaquam prend sa source dans les Monts Notre-Dame, dans le canton de Ware dans la municipalité de Lac-Etchemin, dans la MRC Les Etchemins, dans la région de Chaudière-Appalaches dans le centre-sud du Québec. Cette source est située à 6,5 km au sud-est du lac Etchemin, à 3,8 km à l'est du centre du village de Sainte-Germaine-Station et à 13,5 km au nord-est de la frontière canado-américaine.
La rivière Daaquam draine un petit bassin versant dans les Appalaches. La rivière traverse la municipalité de Saint-Camille-de-Lellis, puis celle de Saint-Just-de-Bretenières où elle a longtemps servi pour la drague car des moulins à scie étaient situés sur ses deux rives. Un pont couvert (détruit dans les années 1960) franchissait la rivière sur la rue des Moulins.
À partir de sa source, la rivière Daaquam coule sur 48,6 km dont 45,0 km au Québec et 3,6 km dans le Maine :
Cours supérieur de la rivière Daaquam (segment de 15,6 km)
- 4,0 km vers le nord-est dans le canton de Ware, en formant une courbe vers le sud, jusqu'à la limite du canton de Langevin ;
- 0,9 km vers l'est, jusqu'à un ruisseau (venant du sud-est) ;
- 1,9 km vers le nord-est, jusqu'au pont de la route des Églises, reliant Sainte-Justine et Saint-Cyprien ;
- 4,4 km vers le nord-est, jusqu'à la décharge (venant du sud) des Lacs à Garon et André-Chabot ;
- 2,4 km vers le nord, en recueillant la décharge du lac Henri-Maurice (venant du sud-est), jusqu'au ruisseau Blanchette (venant du nord) ;
- 2,0 km vers le nord-est, jusqu'à la limite de Saint-Camille-de-Lellis ;

Cours intermédiaire de la rivière Daaquam (segment de 12,9 km)
- 1,6 km vers le nord-est en formant la limite entre le canton de Bellechasse et le canton de Daaquam, jusqu'à la confluence de la rivière à la Roche (rivière Daaquam) (venant de l'ouest) ;
- 1,9 km vers le nord-est en formant la limite entre le canton de Bellechasse et le canton de Daaquam, jusqu'à la route Edmond-Blais ;
- 4,3 km vers le nord-est en formant la limite entre le canton de Bellechasse et le canton de Daaquam, jusqu'à la route de la Rivière-Saint-Jean, qu'elle coupe à 2,1 km au sud-est du village de Saint-Camille-de-Lellis ;
- 5,1 km vers le nord-est, jusqu'à la confluence de la rivière Noire (rivière Daaquam) (venant du nord-ouest) ;

Cours inférieur de la rivière Daaquam (segment de 20,1 km)
- 2,6 km vers le nord-est, jusqu'à la limite de Saint-Just-de-Bretenières (canton de Panet) ;
- 2,5 km vers le nord-est, jusqu'au ruisseau des Carter (venant du sud) ;
- 3,4 km vers le nord-est, jusqu'à la confluence de la rivière Shidgel ;
- 3,5 km vers le nord-est, en coupant la rue des Moulins, jusqu'au ruisseau Nolet (venant du nord) ;
- 4,5 km vers le nord-est, en passant au sud du village de Daaquam, jusqu'à la frontière canado-américaine ;
- 3,6 km vers l'est, dans le canton T11 R17 Wels du comté d'Aroostook, dans le Maine[2].

La rivière Daaquam se déverse sur la rive sud-ouest de la rivière Saint-Jean Nord-Ouest.

### Côté américain
Après avoir passé à proximité de la route du village de Daaquam (Québec) qui menait anciennement au village de Daaquam (Québec), la rivière Daaquam traverse la frontière canado-américaine. Dans le Maine, elle coule vers l'est pour se déverser dans la rivière Saint-Jean Nord-Ouest (nommé ainsi dans le Maine) ; ce segment de rivière constitue la continuité vers le sud de la rivière Noire Nord-Ouest (Lac Frontière) (nommée ainsi au Québec). Cette dernière constitue la décharge du Lac Frontière (Montmagny), situé au Québec. La rivière Saint-Jean Nord-Ouest s'avère un important affluent du fleuve Saint-Jean car à sa confluence, elle comporte un débit aussi important que la confluence de la rivière Saint-Jean Sud-Ouest dont la source provient de Saint-Zacharie au sud du Québec.
À partir de la confluence de la rivière Daaquam, la rivière Saint-Jean Nord-Ouest coule vers l'est jusqu'au fleuve Saint-Jean. Ce dernier coule vers l'est et le nord-est en traversant le Maine, puis vers l'est et le sud-est en traversant le Nouveau-Brunswick.

## Toponymie
Le nom de la rivière apparait sur des cartes d'arpentage depuis 1850. Le toponyme Daaquam est aussi lié à celle d'un canton proclamé en 1861 longeant la rivière, un village fondé en 1915, le bureau de poste de ce village (1916) ainsi que du hameau de Daaquam-Nord, les trois derniers situés dans le canton de Panet. Dans un rapport d'arpentage en 1828, Joseph Bouchette désigne cette rivière sous le nom amérindien « Mittaywanquam ». Le nom d'origine amérindienne signifie rivière qui porte beaucoup d'eau selon Pierre-Georges Roy.
Le toponyme "rivière Daaquam" a été officialisé le 5 décembre 1968 à la Commission de toponymie du Québec.

## Crue
La rivière fait souvent des crues printanières dont deux furent plus destructrices. Celle de 1971 qui causa des dégâts matériels. Quant à celle de 2008, elle causa pour 250 000 $ de dégâts sur le site de la Pourvoirie Daaquam.

## Liste des ponts
| Traverses  | Photo | Municipalité(s)           | Année de construction | Route                          | Longueur | Type de pont                  |
| ---------- | ----- | ------------------------- | --------------------- | ------------------------------ | -------- | ----------------------------- |
| Pont 17939 |       | Sainte-Justine            | 2012                  | Route des Églises              | 17,7 m   | Pont à portique en béton armé |
| Pont 00944 |       | Saint-Camille-de-Lellis   | 1914                  | Route Edmond-Blais             | 19,5 m   | Pont Pony-Warren en acier     |
| Pont 00942 |       | Saint-Camille-de-Lellis   | 1962                  | Route de la Rivière-Saint-Jean | 25,9 m   | Pont à poutres en béton armé  |
| Pont 05114 |       | Saint-Just-de-Bretenières | 1962                  | Rue des Moulins                | 87,5 m   | Pont à poutres en béton armé  |
| Pont privé |       | Saint-Just-de-Bretenières |                       | Route forestière               |          | Pont acier-bois               |